# ローガン郡 (コロラド州)
ローガン郡（Logan County）は、アメリカ合衆国コロラド州に位置する郡である。人口は21,528人（2020年） 。郡庁所在地はスターリングである。

## 地理
アメリカ合衆国統計局によると、この郡は総面積4,778 km2 (1,845 mi2) である。このうち4,762 km2 (1,839 mi2) が陸地で16 km2 (6 mi2) が水地域である。総面積の0.34%が水地域となっている。

### 隣接する郡
- シャイアン郡 (ネブラスカ州) -（北）
- フィリップス郡 -（東）
- セジウィック郡 -（東）
- ユマ郡 -（南東）
- ワシントン郡 -（南）
- モーガン郡 -（南西）
- ウェルド郡 -（西）
- キンボール郡 (ネブラスカ州) -（北西）

## 人口動勢
2000年国勢調査で、この郡は人口20,504人、7,551世帯、及び5,066家族が暮らしている。人口密度は4/km2 (11/mi2) である。2/km2 (5/mi2) の平均的な密度に8,424軒の住宅が建っている。この郡の人種的な構成は白人91.65%、アフリカン・アメリカン2.05%、先住民0.64%、アジア0.40%、太平洋諸島系0.07%、その他の人種3.77%、及び混血1.43%である。この人口の11.90%はヒスパニックまたはラテン系である。
この郡内の住民は24.70%が18歳未満の未成年、18歳以上24歳以下が10.80%、25歳以上44歳以下が28.30%、45歳以上64歳以下が21.70%、及び65歳以上が14.50%にわたっている。中央値年齢は36歳である。女性100人ごとに対して男性は112.00人である。18歳以上の女性100人ごとに対して男性は114.60人である。
この郡の世帯ごとの平均的な収入は32,724米ドルであり、家族ごとの平均的な収入は42,241米ドルである。男性は28,155米ドルに対して女性は21,110米ドルの平均的な収入がある。この郡の一人当たりの収入 (per capita income) は16,721米ドルである。人口の12.20%及び家族の9.00%は貧困線以下である。全人口のうち18歳未満の13.40%及び65歳以上の10.90%は貧困線以下の生活を送っている。

## 都市及び町
- Sterling（郡庁所在地）
- Atwood
- Crook
- Fleming
- Iliff
- Merino
- Padroni
- Peetz